# Eendracht (Schiff, 1615–1620)
Die Eendracht (deutsch Eintracht, lateinisch Concordia) war ein 1615 gebautes frühneuzeitliches niederländisches Segelschiff, mit dem Willem Cornelisz Schouten das Kap Hoorn für Europa entdeckte.

## Aufbau
Die Eendracht war ein typisch niederländisches Fleutschiff mit drei Masten. Der Besanmast war mit einem Lateinersegel ausgestattet, während am Fock- und Großmast jeweils drei Rahsegel befestigt waren. Fleuten hatten ein ausgeprägtes Heck- und Bugkastell.

## Geschichte

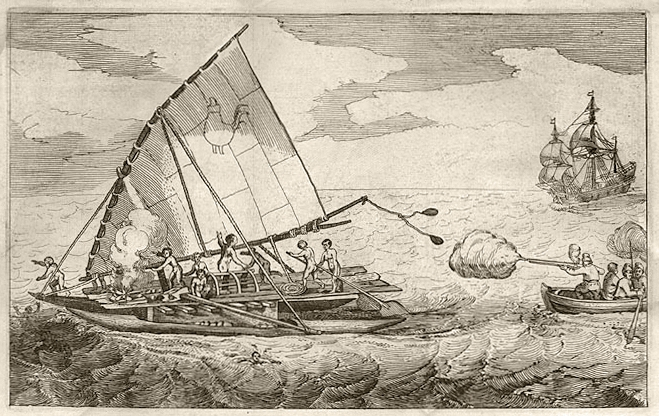
Die Besatzung der Eendracht beschießt einen Katamaran

Isaac Le Maire beauftragte seinen Sohn Jacob Le Maire und Willem Cornelisz Schouten eine neue Route um die Südspitze Südamerikas nach Ostindien zu finden, leichter zu befahren als die gefährliche Magellanstraße, um das Handelsmonopol der Niederländischen Ostindien-Kompanie zu umgehen.
Sie segelten mit der Eendracht und der kleineren Hoorn am 14. Juni 1615 von Texel ab. Bei Reparaturarbeiten in Patagonien geriet die Hoorn versehentlich in Brand und die Reise wurde mit der Eendracht alleine fortgesetzt. Am 29. Januar 1616 sichteten und umrundeten die Seefahrer Kap Hoorn. Bei der Fahrt durch den Pazifik wurden mehrere Inseln für Europa entdeckt, darunter die Tonga-Inseln. Am 17. September 1616 erreichten sie Ternate in den Molukken, wo sie eine Ladung Gewürze an Bord nahmen.
Auf der Heimreise konfiszierte die Niederländische Ostindien-Kompanie das Schiff in Java und sandte Schouten und Le Maire als Gefangene in die Niederlande, da man ihnen vorwarf, das Handelsmonopol der Kompanie verletzt zu haben. Das Schiff wurde danach unter dem Namen Zuider Eendracht in ostindischen Gewässern verwendet, bis es im Mai 1620 bei Banten vor der Westküste von Java unterging.